# Lamprohiza paulinoi
Lamprohiza paulinoi là một loài bọ cánh cứng trong họ Đom đóm (Lampyridae). Loài này được E. Olivier miêu tả khoa học năm 1884.